# Cacau Melo
Cláudia Cristina Melo Corrêa ou Cacau Melo (Rio de Janeiro, 3 de março de 1984) é uma atriz e cantora brasileira.

## Carreira
Em 2004 teve sua primeira experiência na televisão, um seriado do Canal Futura, dirigido pelo cineasta Marco Altberg, chamado Aprendendo a Empreender, onde interpretava Renata, uma menina estudiosa e cheia de ideias novas que batalhava para manter de pé a pousada da família.
Em 2005 Cacau Melo ganhou o concurso A Nova das 8, do programa Caldeirão do Huck, que buscava uma jovem atriz para estrear em América, de Glória Perez, com 55% dos votos. Cacau Melo concorreu com mais de 300 jovens atrizes.
No início de 2006, Cacau fez a peça A.M.I.G.A.S - Associação das Mulheres Interessadas em Gargalhadas, Amor e Sexo, de Cláudia Mello e com direção de Duda Ribeiro, onde contracenou com atores como Bianca Castanho, Lívia Rossy, Nina Morena e Fernando Caruso. Também esteve em cartaz ao lado de Tânia Alves e Vera Setta no sucesso "Os Monólogos da Vagina", há oito anos em cartaz. A atriz substituiu Fafy Siqueira.
Em 2007 na televisão transferiu-se para o SBT onde protagonizou ao lado de Lisandra Parede, Thaís Pacholeck, Karla Tenório e Daniel Ávila, a novela Amigas e Rivais, na pele da doce e batalhadora Nicole.
Em 2009, participou do reality show A Fazenda 2, na Rede Record, e foi eliminada na 9ª semana. Antes de deixar o programa, Cacau ganhou um carro em uma das provas da competição.
Em 2010, fecha contrato com a Rede Record. Em 2012 participou da minissérie Rei Davi e da novela Máscaras.
Em 2015, apresentou a peça Os monólogos da vagina ao lado das atrizes Maximiliana Reis e Maria Paula Fidalgo.
Em 2017, participou da novela Apocalipse, onde interpretou Sandra, uma mãe irresponsável.

## Filmografia

### Televisão
| Ano  | Título                             | Papel                | Notas                         |
| ---- | ---------------------------------- | -------------------- | ----------------------------- |
| 2004 | Malhação                           | Aninha               | Episódio: "11 de maio"        |
| 2004 | Aprendendo a Empreender            | Renata               |                               |
| 2005 | América                            | Rosemeire (Rose)     |                               |
| 2005 | Sob Nova Direção                   | Pat                  | Episódio: "Oitenta Outra Vez" |
| 2007 | Amazônia, de Galvez a Chico Mendes | Diná                 |                               |
| 2007 | Amigas e Rivais                    | Nicole               |                               |
| 2009 | Caminho das Índias                 | Deva                 |                               |
| 2009 | A Fazenda 2                        | Participante         | 9ª eliminada                  |
| 2012 | Rei Davi                           | Raquel               |                               |
| 2012 | Máscaras                           | Anna Souza           |                               |
| 2013 | Nova Família Trapo                 | Creizilane Tupinambá | Especial de fim de ano        |
| 2014 | Milagres de Jesus                  | Léa                  | Episódio: "A Filha de Jairo"  |
| 2017 | Prata da Casa                      | Tânia                | Episódio: "Orixás Love"       |
| 2017 | Apocalipse                         | Sandra               | 1° e 2° fase                  |
| 2021 | Genêsis                            | Yarin                | Fase "Abraão"                 |

### Teatro
| Ano     | Título                     | Papel              |
| ------- | -------------------------- | ------------------ |
| 2006    | A.M.I.GA.S                 |                    |
| 2007    | Tieta do Agreste           | Leonora            |
| 2010    | Gorda - Quanto Pesa o Amor | Joana              |
| 2008-20 | Os Monólogos da Vagina     | Vários personagens |

### Videogames
| Ano  | Título                     | Papel      |
| ---- | -------------------------- | ---------- |
| 2015 | The Witcher 3: Wild Hunt   | Priscillam |
| 2014 | Assassin's Creed Unity     | Eliseie    |
| 2014 | Far Cry 4                  | Aminita    |
| 2012 | Call of Duty: Black Ops II | Misty      |
| 2018 | Call of Duty: Black Ops 4  | Misty      |